# Mats Wilander
Mats Wilander (Moheda, 22. ožujka 1964.) je bivši švedski profesionalni tenisač, koji je dio svoje karijere proveo na svjetskom broju 1. Tijekom karijere je osvojio 7 Grand Slam titula pojedinačno i jednu u parovima. Njegova najdominantnija godina je bila 1988., kada je osvojio 3 Grand Slam titule. Isto tako je predvodio Švedsku do 7 uzastopnih Davis Cup finala tijekom 80-ih godina prošlog stoljeća. 

## Karijera
Mats Wilander se teniskm svijetu predstavio kao briljantan junior, osvojivši juniorski Roland Garros, Europsko prvenstvo do 16 godina, EP do 18 godina, te prestižni Orange Bowl. Na profesionalnom ATP Touru se pojavio 1981.
Šokirao je teniski svijet 1982. iznenađujuće pobijedivši Guillerma Vilasa u finalu Roland Garrosa. Tako je postao najmlađi osvajač tog turnira u povijesti, sa samo 17 godina i 9 mjeseci. Ovaj rekord su, doduše, oborili Boris Becker i Michael Chang na kasnijim izdanjima Roland Garrosa. Mats je još osvojio 3 turnira 1982., što mu je donijelo svjetski broj 7 na kraju godine.
Iduće, 1983. godine, ponovno je stigao do finala Roland Garrosa, u kojemu je izgubio od Yannicka Noaha. Iste sezone je uspio osvojiti Australian Open koji se tada igrao na travnatoj podlozi u Kooyongu. Tada je pobijedio Ivana Lendla u finalu. Još je 9 titula osvojio 1983., pa je svoj ranking popravio za još 3 mjesta u odnosu na prošlu godinu. Bio je četvrti. 
Ponovno je osvojio Australian Open dogodine, pobijedivši Kevina Currena u finalu. 1985. je drugi put osvojio Roland Garros, pobijedivši Lendla u finalu. Iste sezone je umalo obranio Australian Open. Pobijedio ga je Stefan Edberg. Rane 1986. došao je do broja 2 na svijetu. 1987., Lendl ga je pobijedio u finalima US Opena i Roland Garrosa.
1988. je bila zenit Matsove karijere. U siječnju je osvojio svoj treći Australian Open, ovaj put na tvrdoj podlozi u Flinders Parku. Bilo je spektakularno protiv Pata Casha, domaćeg favorita. U 5 setova Mats je porazio Casha. Onda je u Roland Garrosu pobijedio Henrija Lacontea u finalu, s 3:0 u setovima. U Wimbledonu je stigao do četvrtfinala. U SAD-u, na US Openu, na efektan je način prekinuo Lendlovu trogodišnju vladavinu na tronu. S 3:2 u setovima, i petosatne borbe u finalu, Mats Wilander je stigao do svoje treće Grand Slam titule u sezoni i stigao do svjetskog broja 1. Te godine je osvojio još 4 titule. Držao je broj 1 ukupno 20 tjedana, do siječnja 1989.
Mats je bio glavni kotačić u stroju švedske Davis Cup momčadi tijekom 80-ih.
1983. su izgubili od Australaca. 1984. su pobijedili SAD u finalu. Ponovno su osvojili Cup 1985. protiv Zapadne Njemačke. 
Iduće godine (1986.) nije igrao u finalu zbog vjenčanja, a Švedska je izgubila od Australije. Ponovno su osvojili titulu 1987. pobijedivši Indiju, a onda izgubili dvaput zaredom u finalu od Zapadne Njemačke. 1982.je igrao protiv Johna McEnroea najduži meč u povijesti Davis Cupa (6 sati i 32 minute!).
Tijekom karijere je osvojio 33 pojedinačne titule i 7 titula u paru.
Pojedinačno nikada nije osvojio Wimbledon, ali jest u parovima s Joakimom Nystromom 1986. godine.
Mats je jedan od rijetkih igrača koji je osvojio Grand Slam naslove na sve tri teniske površine (iako nije osvojio travnati Wimbledon, osvojio je Australian Open koji se u njegovo doba održavao na travi.).
U mirovinu je otišao 1996. Sada živi u SAD-u s četvero djece i ženom Južnoafrikankom, top-modelom. Otkad ne igra na Touru, bio je trener Marata Safina. Povremeno je komentator Eurosporta. U Teniskoj dvorani slavnih je od 2002. godine.

## Finala Grand Slamova

### Pobjeda (7)
| Godina | Turnir          | Protivnik u finalu | Rezultat u finalu       |
| 1982.  | Roland Garros   | Guillermo Vilas    | 1:6, 7:6, 6:0, 6:4      |
| 1983.  | Australian Open | Ivan Lendl         | 6:1, 6:4, 6:4           |
| 1984.  | Australian Open | Kevin Curren       | 6:7, 6:4, 7:6, 6:2      |
| 1985.  | Roland Garros   | Ivan Lendl         | 3:6, 6:4, 6:2, 6:2      |
| 1988.  | Australian Open | Pat Cash           | 6:3, 6:7, 3:6, 6:1, 8:6 |
| 1988.  | Roland Garros   | Henri Leconte      | 7:5, 6:2, 6:1           |
| 1988.  | US Open         | Ivan Lendl         | 6:4, 4:6, 6:3, 5:7, 6:4 |

### Porazi (4)
| Godina | Turnir          | Protivnik u finalu | Rezultat u finalu  |
| 1983.  | Roland Garros   | Yannick Noah       | 2:6, 5:7, 6:7      |
| 1985.  | Australian Open | Stefan Edberg      | 4:6, 3:6, 3:6      |
| 1987.  | Roland Garros   | Ivan Lendl         | 5:7, 2:6, 6:3, 6:7 |
| 1987.  | US Open         | Ivan Lendl         | 7:6, 0:6, 6:7, 4:6 |

## Pojedinačne titule (33)
- 1982. – Roland Garros, Bastad, Geneva, Barcelona

- 1983. - Monte Carlo, Lisabon, Aix-en-Provence, Bastad, Cincinnati, Geneva, Barcelona, Stockholm, Australian Open (trava)

- 1984. - Cincinnati, Barcelona, Australian Open (trava)

- 1985. – Roland Garros, Boston, Bastad

- 1986. - Brussels, Cincinnati

- 1987. - Brussels, Monte Carlo, Rim, Boston, Indianapolis

- 1988. - Australian Open (beton), Key Biscayne, Roland Garros, Cincinnati, US Open, Palermo

- 1990. - Itaparica

### Grand Slam učinak kronološki
| Turnir          | 1981. | 1982. | 1983. | 1984. | 1985. | 1986. | 1987. | 1988. | 1989. | 1990. | 1991. | 1992. | 1993. | 1994. | 1995. | 1996. | Karijera |
| --------------- | ----- | ----- | ----- | ----- | ----- | ----- | ----- | ----- | ----- | ----- | ----- | ----- | ----- | ----- | ----- | ----- | -------- |
| Australian Open | 1r    | -     | W     | W     | F     | -     | -     | W     | 2r    | SF    | 4r    | -     | -     | 4r    | 1r    | -     | 3        |
| Roland Garros   | -     | W     | F     | SF    | W     | 3r    | F     | W     | QF    | -     | 2r    | -     | -     | 1r    | 2r    | 2r    | 3        |
| Wimbledon       | 3r    | 4r    | 3r    | 2r    | 1r    | 4r    | QF    | QF    | QF    | -     | -     | -     | -     | -     | 3r    | -     | 0        |
| US Open         | -     | 4r    | QF    | QF    | SF    | 4r    | F     | W     | 2r    | 1r    | -     | -     | 3r    | 1r    | 2r    | -     | 1        |

- W - turnir osvojen
- F - poraz u finalu
- SF - polufinale
- QF - četvrtfinale
- r - kolo

## Vanjske poveznice
- Službeni ATP profil  Arhivirana inačica izvorne stranice od 14. studenoga 2005. (Wayback Machine)
- Teniska dvorana slavnih
- Davis Cup učinak
- wilandertribute.com